# Aedes allotecnon
Aedes allotecnon är en tvåvingeart som beskrevs av Kumm, Komp och Ruiz 1940. Aedes allotecnon ingår i släktet Aedes och familjen stickmyggor. Inga underarter finns listade i Catalogue of Life.